# Laura Heyderman

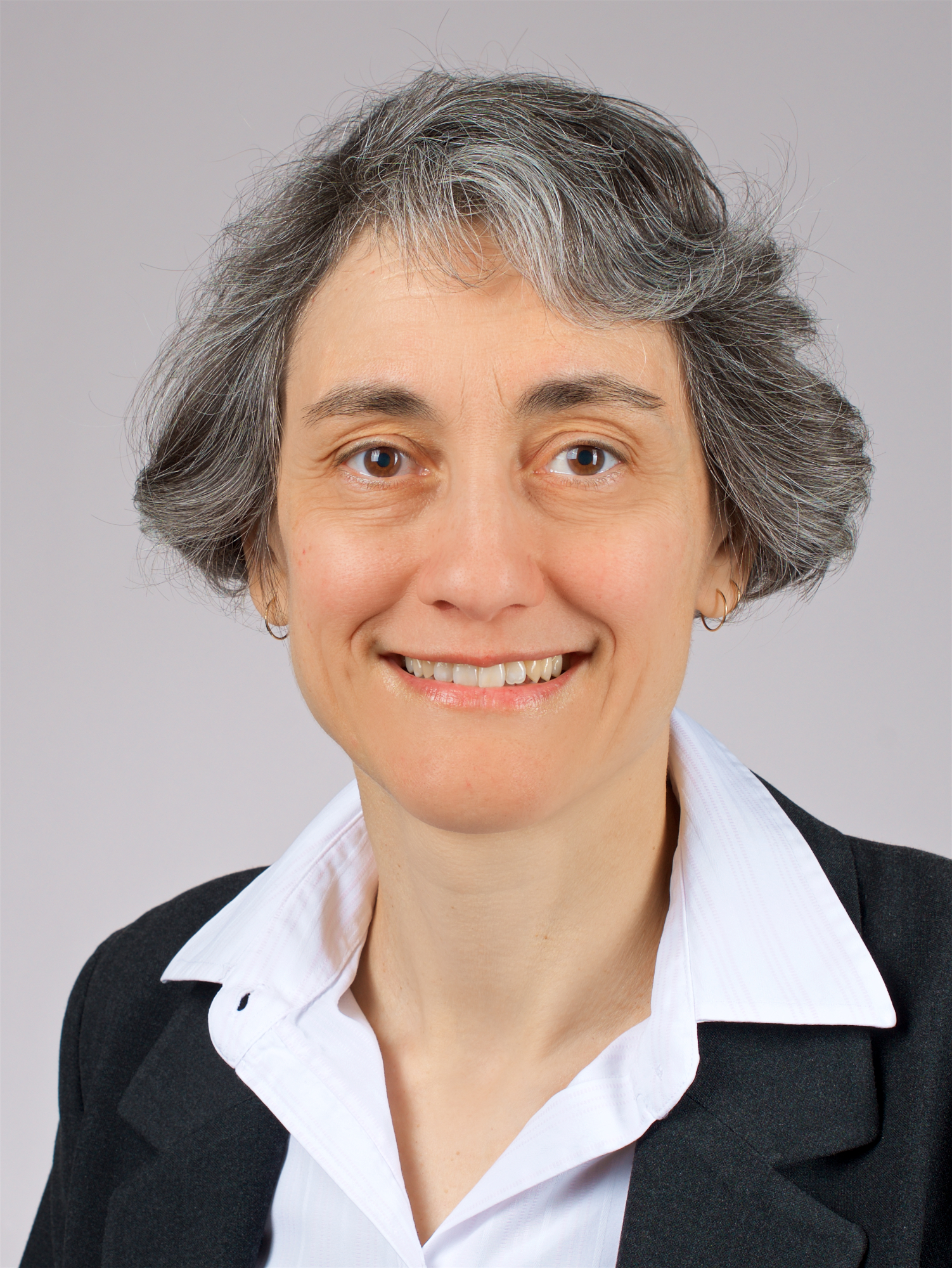
Laura Heyderman (2017)

Laura Jane Heyderman (* 1967 im Vereinigten Königreich) ist eine britisch/schweizerische Professorin für Physik an der ETH Zürich.

## Leben und wissenschaftliche Karriere
Laura Heyderman studierte chemische Physik an der University of Bristol für ihre Doktorarbeit, als sie sich 1988 nach Paris wandte, wo sie am Centre National de la Recherche Scientifique (CNRS) dünne magnetische Schichten studierte. Für ihr Posdocstudium ging sie zur University of Glasgow um magnetische Materialien mit Elektronenmikroskopie zu untersuchen. Heyderman arbeitete anschliessend zwei Jahre für eine Draht- und Kabel-Firma sowie weiter zwei Jahre für den Mars-Nahrungsmittelkonzern.
Im Jahr 1999 setzte Laura Heyderman ihre Studien mit einem weiteren Nachdiplomstudium, diesmal am Paul Scherrer Institut (PSI) der ETH fort. Im Labor für  Micro- und Nanotechnologie befasste sie sich mit "nanoimprint Lithographie". 2001 begannen die Experimente für die Synchrotron-Lichtquelle Schweiz von deren Möglichkeiten und Anwendung Heyderman regen Gebrauch machte.
Laura Heyderman war 2006 mit Kollegen mit dem Spin von Nanomagneten beschäftigt, als sie auf eine Arbeit amerikanischer Kollegen aufmerksam wurde, welches sich mit dem "concept of artificial spin ice" befasste, was ihrer Forschung eine neue Ausrichtung gab. Am PSI wurde Heyderman 2013 zur ordentlichen Professorin ernannt.

## Komitees, Konferenzen und redaktionelle Arbeiten
- seit 2023 Chair of IEEE Magnetics Society Fellows Nomination Committee
- 2023 Frontiers in Artificial Spin Ice Workshop, Switzerland
- 2020–2021 Lead Guest Editor, Special Topic on Mesoscopic Magnetic Systems, APL
- seit 2020 IEEE Magnetics Society mid-career award sub-committee
- seit 2019 Monthly online artificial spin ice sessions, OASIS
- 2019–2021 Advisory Board, General Conference of the Condensed Matter Div. of the EPS
- 2019 Frontiers in Artificial Spin Ice workshop, Switzerland
- 2018–2022 Chair of ICMFS International Advisory Committee (IAC: 2010 - present)
- 2018–2020 IEEE Magnetics Society Fellows Evaluation Committee
- seit 2016 Session on “Magnetism & Spintronics”, Swiss Physical Soc. Ann. Meeting
- 2016–2020 Swiss Physical Society Executive Committee, Co-chair of Cond. Mat. Section
- 2016–2020 Steering Committee of the European School on Magnetism
- 2015–2026 Editorial Board Member: Journal of Magnetism & Magnetic Materials
- 2014–2020 Joint European Magnetic Symposia (JEMS) IAC

## Ehrungen und Auszeichnungen (Auswahl)
- 2016: Beller Lectureship Award der American Physical Society (APS)
- 2015: Wohlfarth Prize Lecture am UK Magnetism Meeting[4]
- Fellow der Royal Society
- Fellow der American Physical Society
- Fellow der IEEE
- Fellow des UK Institute of Physics
- Mitglied der Deutsche Physikalische Gesellschaft

## Publikationen (Auswahl)
- Ultrafast heating as a sufficient stimulus for magnetization reversal in a ferrimagnet. In: Nature communications. Band 3, Nr. 1, 2012, S. 666.
- Large-scale synthesis of single-crystalline iron oxide magnetic nanorings. In: Journal of the American Chemical Society. Band 130, Nr. 50, 2008, S. 16968–16977.
- Flow behaviour of thin polymer films used for hot embossing lithography. In: Elsevier (Hrsg.): Microelectronic Engineering. Band 54, Nr. 3-4, 1. Dezember 2000, S. 229–245.
- Real-space observation of emergent magnetic monopoles and associated Dirac strings in artificial kagome spin ice. In: Nature Publishing Group UK (Hrsg.): Nature Physics. Band 7, Nr. 1, 2011, S. 68–74.
- Controlled and reproducible domain wall displacement by current pulses injected into ferromagnetic ring structures. In: American Physical Society (Hrsg.): Physical review letters. Band 94, Nr. 10, 15. März 2005, S. 106601.